# Gadžin Han
Gadžin Han (cyr. Гаџин Хан) – miasteczko w Serbii, w okręgu niszawskim, siedziba gminy Gadžin Han. W 2011 roku liczyło 1223 mieszkańców.